# 鍾離牧
鍾離牧（？—3世紀），字子幹，會稽郡山陰县人，三国时东吴将領，東漢尚書仆射鍾離意七世孙。

## 生平

### 早年事跡
鍾離牧早年曾在永興縣居住，並在當地親自耕種二十畝稻米。稻米將近成熟時，就有一個縣民向鍾離牧聲稱土地是他的，要他交出土地和稻米；鍾離牧自願交出。永興縣長聽後，即收捕該名縣民，要依法處罰他，但鍾離牧卻為他請罪。縣長說：「你想要倣效承宮行義舉，但我是人民的首長，應當以法治縣，怎可以枉法順從你？」鍾離牧卻說：「這裏是會稽郡內，我因著你的意願才來暫住。你現在卻因少許稻米而殺這個人，我還怎能有留在這兒的心？」鍾離牧說後即收拾行裝而回故鄉，縣長親自追回，並將那人釋放。那人感到十分慚愧和畏懼，親自將那些稻米收成所得的六十斛白米都送還鍾離牧，但鍾離牧不收。那人就將米放在路旁，沒有人敢擅取。鍾離牧的名聲由此而起。

### 安定山越
後鍾離牧任郎中。赤烏五年（242年），補太子孫和的太子輔義都尉，遷南海太守，任內曾越郡界討伐高涼縣的盗贼仍弩和招安在揭陽縣擾攘了十多年的曾夏盜賊集團。後來任丞相長史，再轉司直，後又遷中書令。太平二年（257年），会稽郡南部（260年设建安郡）、鄱阳郡和新都郡的山越人发动叛乱，鍾離牧被任命為監軍使者，出兵討平。亂民首領黃亂、常俱等都派出他們的部眾為東吳服兵役。鍾離牧因功封秦亭侯，官拜越騎校尉。

### 安定邊境
永安六年（263年），曹魏攻滅蜀漢，當時有人認為在吳蜀邊境武陵郡的五谿夷族可能會叛亂，鍾離牧於是被任命為平魏將軍，領武陵太守，到當地鎮守。此時曹魏亦派漢葭縣長郭純試守武陵太守，並領涪陵人民入遷陵縣境，並駐屯赤沙，用以引誘五谿夷族；部份夷族響應郭純，更進攻酉陽縣，震驚武陵郡。鍾離牧於是領兵連夜依山險行，斬殺叛民魁帥和其支黨共千多人，郭純的部眾因五谿變民被擊潰而解散，成功平定五谿的叛亂。平定之后转公安督、揚武將軍，封都鄉侯。後又徙任濡須督。後又以前將軍假節，复領武陵太守。
後在任內逝世，死時家無餘財，士民都思念他。

## 評價
- 《三国志》评论为：“鍾離牧蹈長者之規”。
- 鍾離駰：「牧必勝我，不可輕也。」
- 始興太守羊衜评论为：“锺离子幹吾昔知之不熟，定见其在南海，威恩部伍，智勇分明，加操行清纯，有古人之风。”
- 萧常：“濬逞憾于舒燮，岱滥刑于士民，鲂谲诈以成功，牧矫激以取名，固不足道。然濬切齿奸人，岱倾心益友，而赞不以疾发而志于勋业，亦可尚也。”（《续后汉书》）

## 家庭

### 父親
- 鍾離緒，東吳樓船都尉。

### 兄弟
- 鍾離駰，鍾離牧之兄。少年时与謝贊、顧譚齐名。

### 子女
- 鍾離禕，嗣子。鍾離牧死後代他領兵。
- 鍾離盛，鍾離牧次子，東吳尚書郎。
- 鍾離徇，東吳偏將軍，鎮守西陵。晉滅吳之戰時領水军抵抗，戰死。

### 腳註
1. ↑  《三國志·吳書·賀全呂周鍾離傳》：長曰：「君慕承宮，自行義事，僕為民主，當以法率下，何得寢公憲而從君邪？」牧曰：「此是郡界，緣君意顧，故來蹔住。今以少稻而殺此民，何心復留？」遂出裝，還山陰，長自往止之，為釋繋民。民慚懼，率妻子舂所取稻得六十斛米，送還牧，牧閉門不受。民輸置道旁，莫有取者。牧由此發名。
2. ↑  時間為太平二年（257年），《三國志·吳志·孫亮傳》：八月，會稽南部反，殺都尉。鄱陽、新都民為亂，廷尉丁密、步兵校尉鄭冑、將軍鍾離牧率軍討之。

### 其他
- 《三國志·吳書·賀全呂周鍾離傳》

## 延伸阅读
[在维基数据编辑]
 《三國志·卷60》，出自陳壽《三國志》